# Calamuchita megye
Calamuchita egy megye Argentína Córdoba tartományában. A megye székhelye San Agustín.

## Települések
A megye a következő nagyobb településekből (Localidades) áll:
- Embalse
- La Cruz
- Los Condores
- Rio De Los Sauces
- San Agustín
- Santa Rosa de Calamuchita
- Villa Del Dique
- Villa General Belgrano
- Villa Rumipal
- Villa Yacanto

Kisebb települései (Parajes):
- Amboy
- Calmayo
- Cañada Del Sauce
- Las Bajadas
- Las Caleras
- Los Molinos
- Los Reartes
- Lutti
- San Ignacio
- Segunda Usina
- Villa Amancay
- Villa Ciudad Parque Los Reartes
- Villa Quillinzo